# 朝鲜民主主义人民共和国电视广播

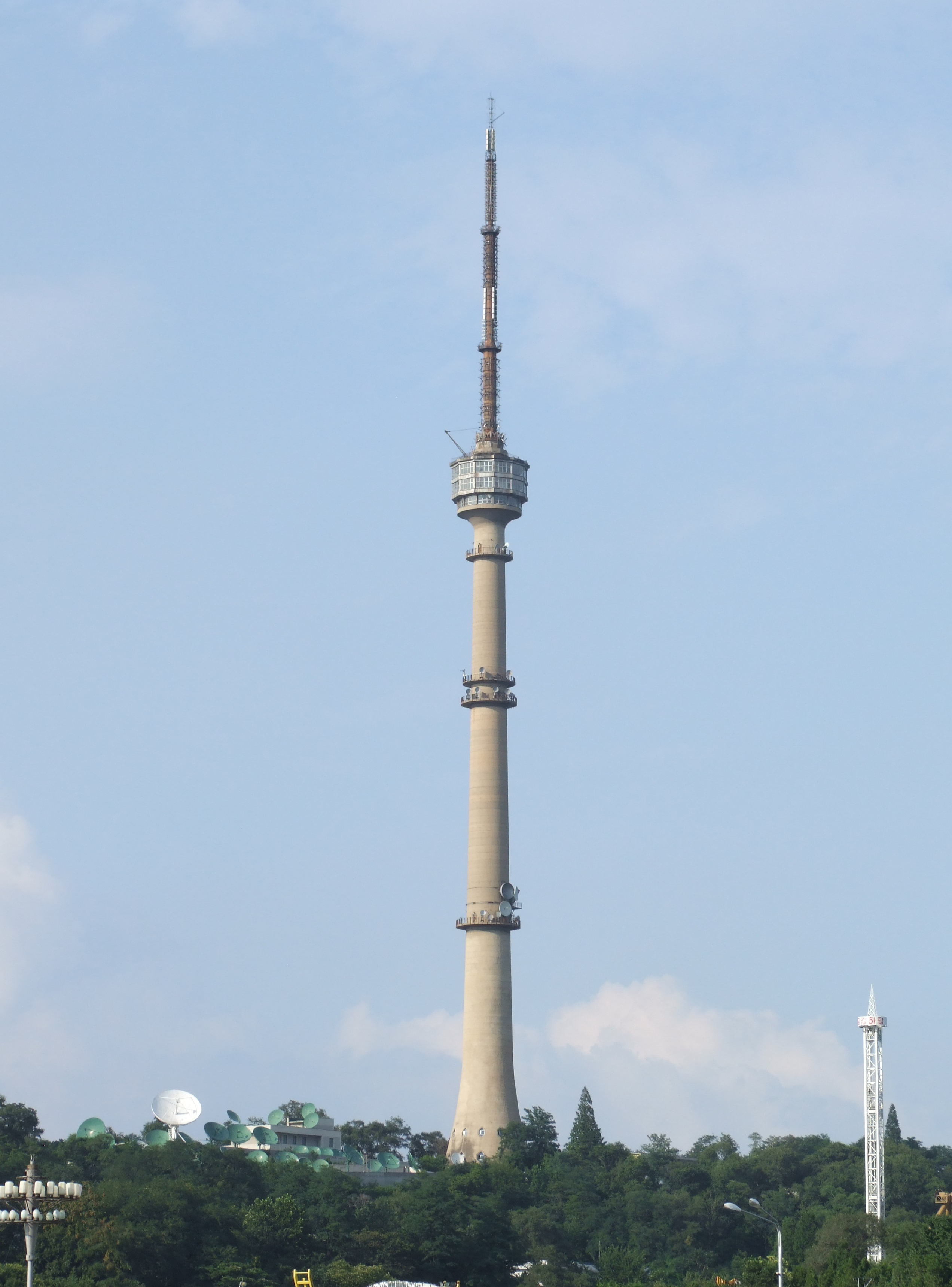
平壤电视塔

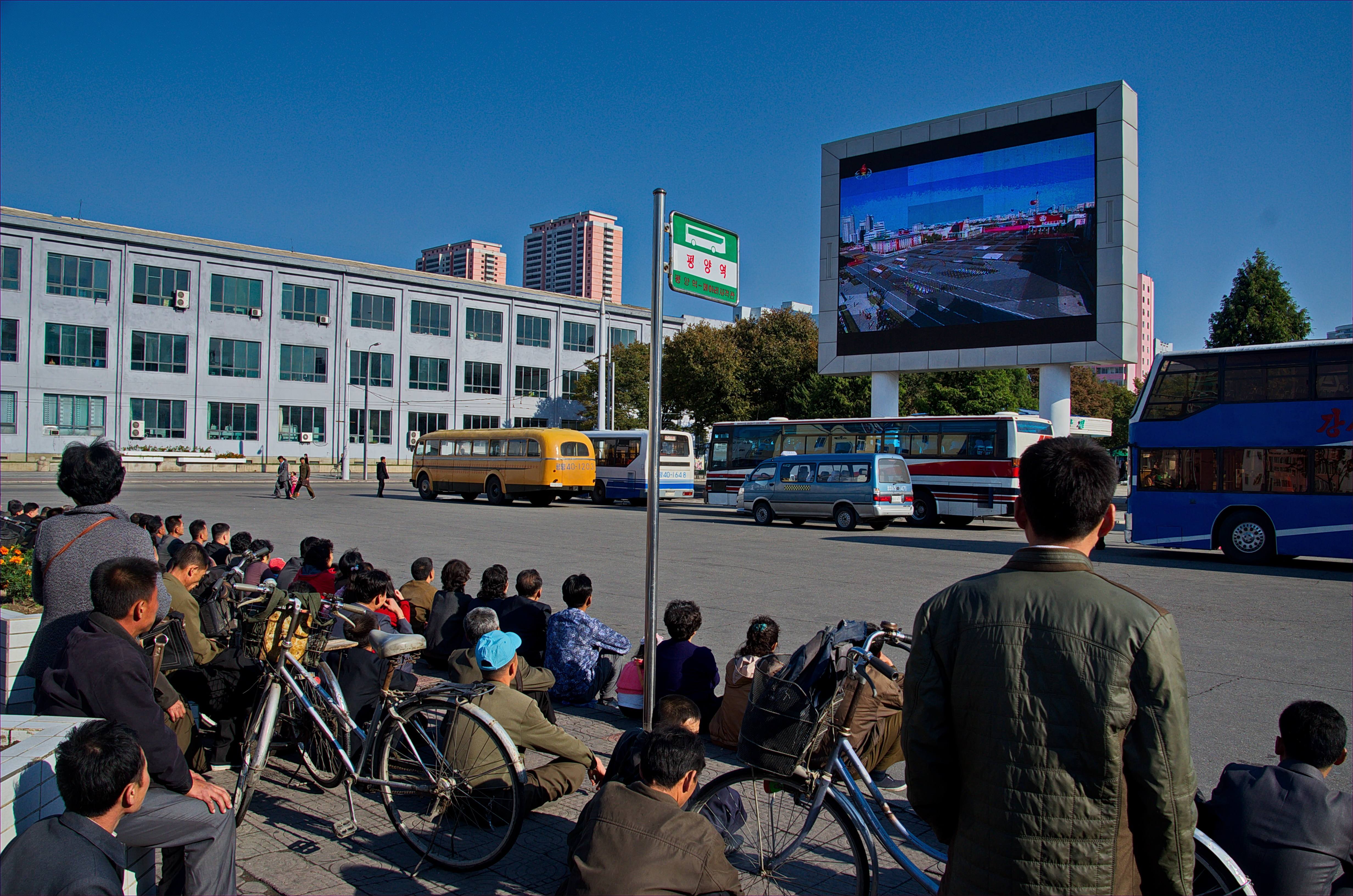
朝鲜首都平壤的民众正在街头观看朝鲜中央电视台播出的阅兵式

朝鮮民主主义人民共和国（朝鲜）的电视广播隶属于朝鲜劳动党宣传鼓动部下辖的朝鲜中央广播电视委员会。2017年的一项调查显示，98%的朝鲜家庭拥有电视机。

## 历史
1963年3月3日，朝鲜半岛北方第一家电视台朝鲜中央电视台正式开播；1974年4月15日，朝鲜中央电视台开始播送彩色电视节目，为朝鲜半岛第一家播出彩色电视节目的电视台。之后朝鲜又先后开设了开城电视台（今龙南山电视台）、万寿台电视台和体育电视台等频道，这些电视频道皆为国营国有。
在朝鲜的涉外酒店（如高丽饭店、羊角岛国际饭店）中，面向国内客人的客房只有国内电视频道，外国人居住的客房则会额外提供多套来自中华人民共和国、日本、俄罗斯、英国等国家的国外电视频道。
自金正恩上台以来，朝鲜的电视制作水平有所提升。2015年1月10日，朝鲜开播了高清电视节目；此外，虚拟演播室、航拍機、延时摄影等技术也开始被广泛使用。

## 技术规格
朝鲜的模拟电视早年采用苏联和东欧的SECAM制式；后来改为与中国大陆相同的PAL-D/K制式，分辨率576i，宽高比为4:3。数字电视方面，朝鲜已于2012年开始播出DVB-T2地面数字电视节目，这一制式与邻近的中国大陆（DTMB）和韩国（ATSC）使用的制式均不同，但与邻国俄罗斯的地面数字电视兼容。除地面电视外，朝鲜国内也开办了有线电视和名为“万方”（만방）的IPTV服务。另外，朝鲜中央电视台还通过通讯卫星向海外播出节目。
在朝鲜出售的电视机只兼容PAL/DVB-T2制式，以防止它们能够接收来自韩国的电视节目（NTSC制式和ATSC制式）和中国大陆的地面数字电视信号（DTMB）；进口电视机一般也会被“阉割”掉其它制式（例如，政府在进口中国大陆或日本产的PAL/NTSC双制式电视机时，会屏蔽设备的NTSC制式），有的还会锁定频道，使之无法搜索到非朝鲜国营电视台信号。

## 平壤电视塔
本章节列出了2015年平壤电视塔和2016年万方IPTV的频道列表。VHF频道使用D系统，UHF频道使用K系统。
| 物理频道        | 万方IPTV频道号 | 频道名称       | 发射功率 (kW) |
| --------------- | -------------- | -------------- | ------------- |
| 5 (93.25 MHz)   | 2              | 万寿台电视台   | 350           |
| 6 (175.25 MHz)  | 4              | 体育电视台     | 250           |
| 9 (199.25 MHz)  | 3              | 龙南山电视台   | 140           |
| 12 (223.25 MHz) | 1              | 朝鲜中央电视台 | 700           |
| 25 (503.25 MHz) | -              | (计划使用)     |               |
| 31 (551.25 MHz) | -              | (计划使用)     |               |